# Notaden
Notaden is een geslacht van kikkers uit de familie Limnodynastidae. De groep werd voor het eerst wetenschappelijk beschreven door Albert Carl Lewis Gotthilf Günther in 1873.
Er zijn vier soorten die endemisch zijn in Australië. Alle soorten leven in kale gebieden en kunnen goed tegen droogte.

## Soorten
Geslacht Notaden
- Soort Notaden bennettii – Katholieke kikker
- Soort Notaden melanoscaphus
- Soort Notaden nichollsi – Nicholls' kikker
- Soort Notaden weigeli

Adelotus · 
Heleioporus · 
Lechriodus · 
Limnodynastes · 
Neobatrachus · 
Notaden · 
Philoria · 
Platyplectrum